# باول توماس
باول توماس (3 يونيو 1971 - ) (بالإنجليزية: Paul Thomas)‏ هو لاعب كريكت بريطاني. شارك مع منتخب إنجلترا للكريكت.

## وصلات خارجية
- باول توماس على موقع إي آس بي آن كريك إنفو (الإنجليزية)